# Comuna de Marianowo
Marianowo (polaco: Gmina Marianowo) é uma gminy (comuna) na Polónia, na voivodia de Pomerânia Ocidental e no condado de Stargardzki.
De acordo com os censos de 2005, a comuna tem 3.142 habitantes, com uma densidade 30,9 hab/km².

## Área
Estende-se por uma área de 101,75 km².

## Demografia
Dados de 30 de Junho 2004:
|                      | Total   | Total | Mulheres | Mulheres | Homens  | Homens |
| -------------------- | ------- | ----- | -------- | -------- | ------- | ------ |
|                      | pessoas | %     | pessoas  | %        | pessoas | %      |
| População            | 3142    | 100   | 1604     | 51,1     | 1538    | 48,9   |
| Densidade (pop./km²) | 30,9    | 100   | 15,8     | 15,8     | 15,1    | 15,1   |

De acordo com dados de 2002, o rendimento médio per capita ascendia a 1418,55 zł.